# 山口県道323号下関停車場線
山口県道323号下関停車場線（やまぐちけんどう323ごう しものせきていしゃじょうせん）は、山口県下関市を通る一般県道である。

## 概要
JR西日本・JR九州山陽本線 下関駅から国道9号に至る。認定されたのが1974年（昭和49年）と比較的遅かったのはそれまで本路線やシーモール下関のある辺りが貨物ヤードになっており、道路自体存在しなかったことによる。
本路線の周辺は下関市随一の繁華街となっており、路線価が山口県で最も高い地点となっている。

### 路線データ
- 起点：下関市竹崎町4丁目（下関大丸玄関前・JR西日本・JR九州山陽本線 下関駅前）
- 終点：下関市竹崎町4丁目（竹崎交差点、国道9号交点）
- 総延長：0.3 km

## 歴史
- 1974年（昭和49年）3月26日 - 山口県告示第257号により認定される。

## 地理

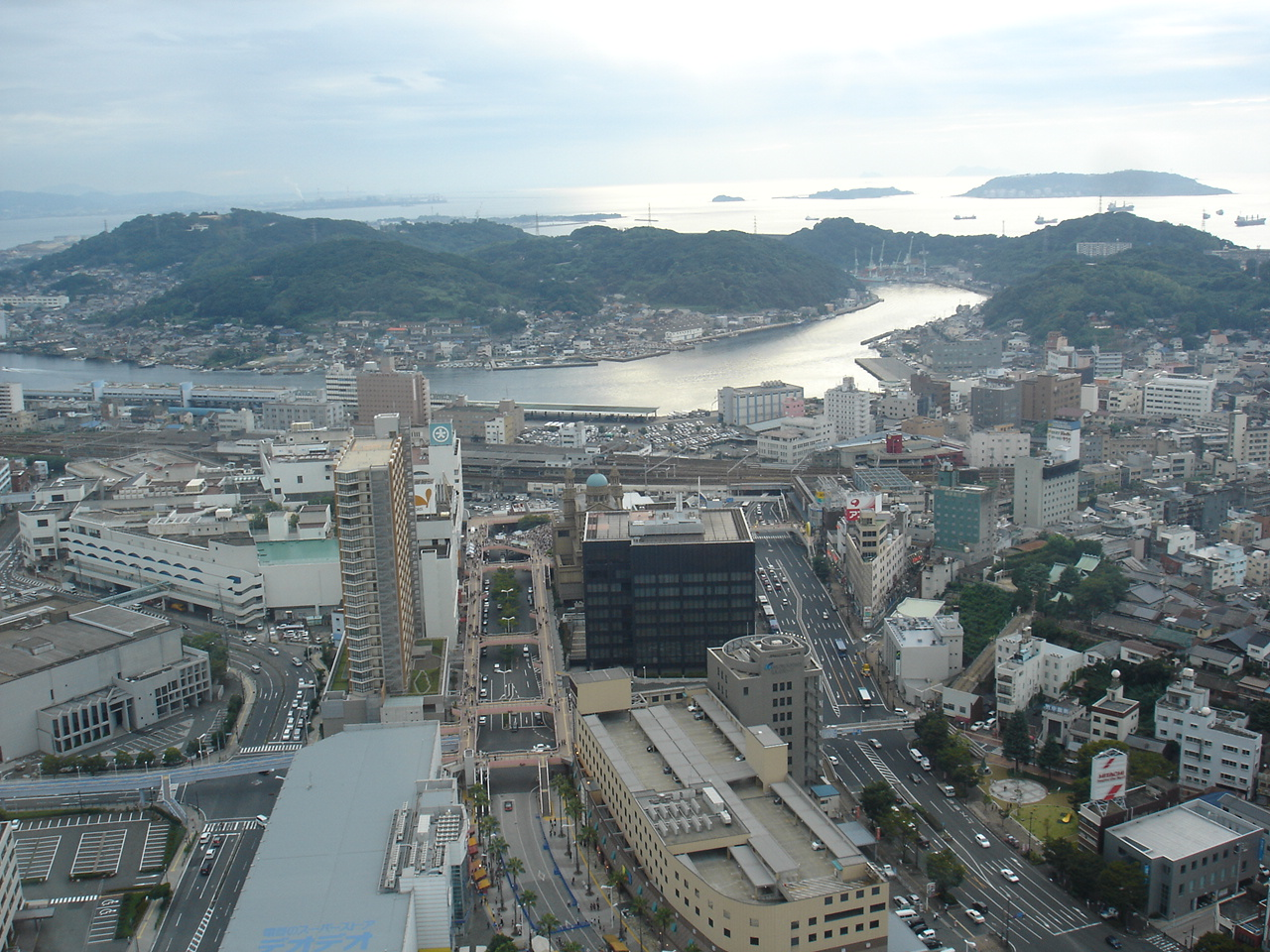
海峡ゆめタワーから眺めた下関駅周辺。ペデストリアンデッキのある部分が山口県道323号下関停車場線。

### 通過する自治体
- 下関市

### 交差する道路
| 交差する道路 | 交差する場所 | 交差する場所      |
| ------------ | ------------ | ----------------- |
| 国道9号      | 竹崎町4丁目  | 竹崎交差点 / 終点 |

### 沿線
- JR西日本・JR九州山陽本線 下関駅
- シーモール下関
- 下関港国際ターミナル - 関釜フェリー発着場
- 下関市民会館
- 山口銀行本店